# Хроміт

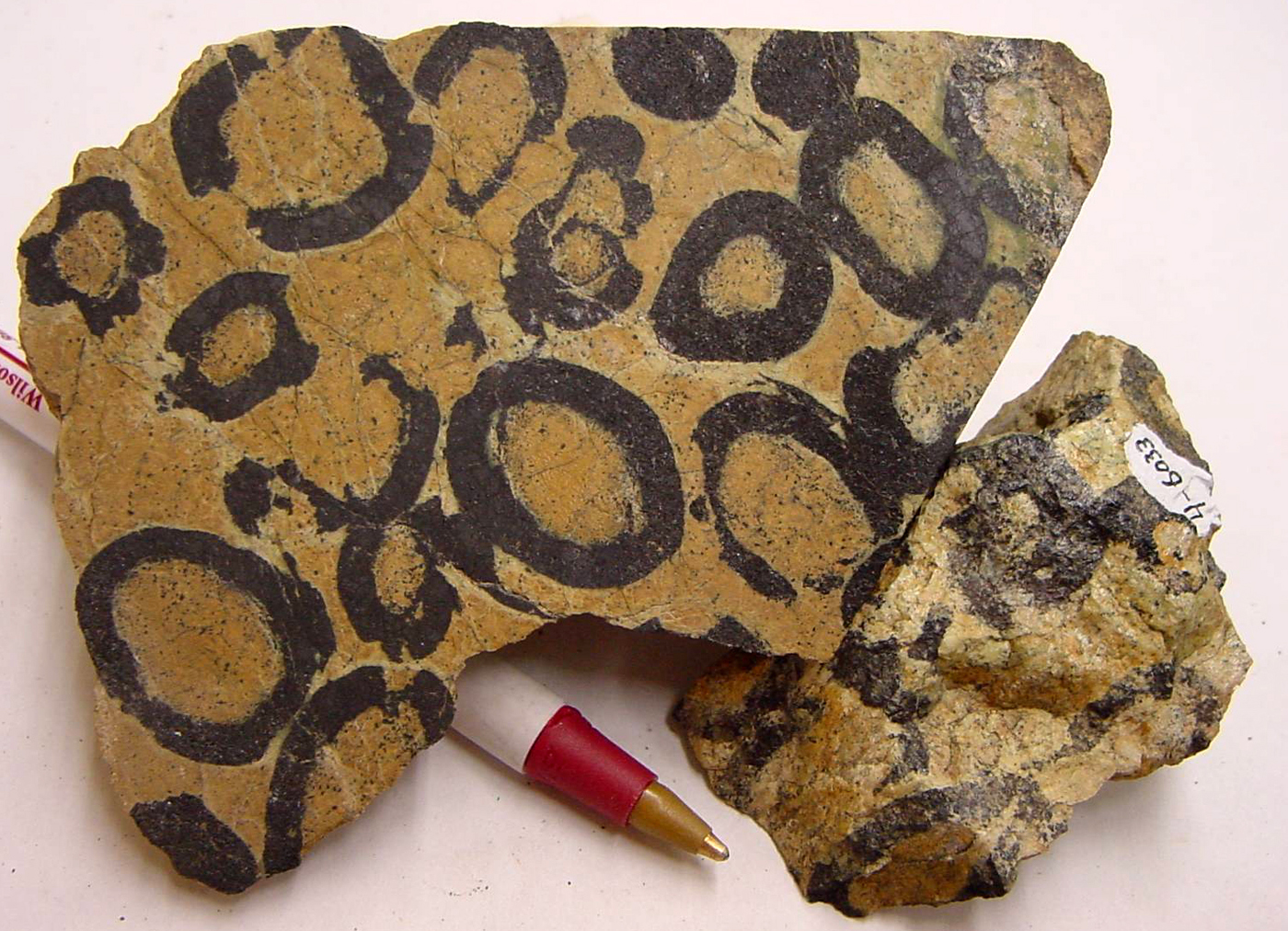

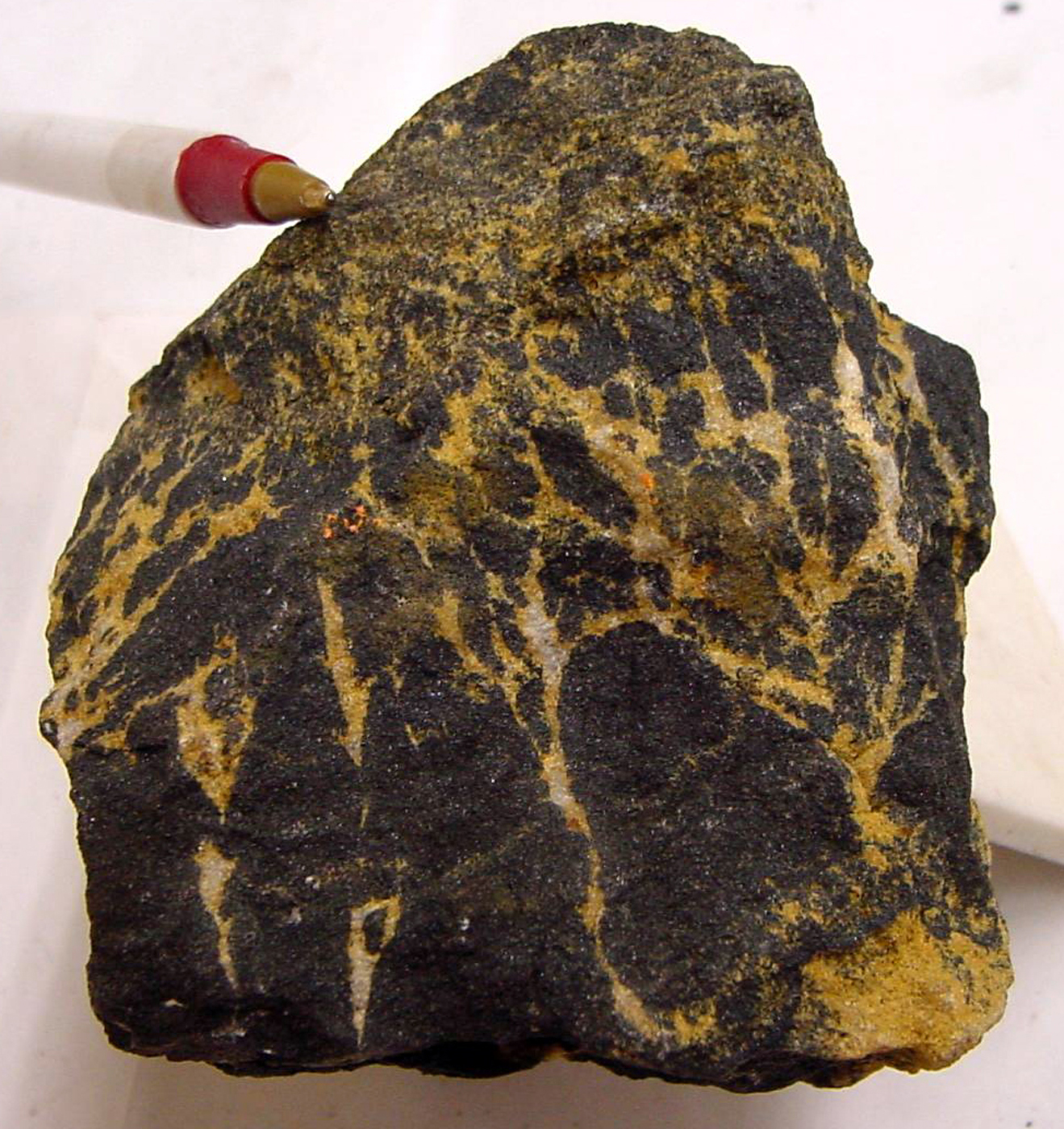

Хромі́т, хромистий залізняк — мінерал, що складається з заліза, хрому і кисню; єдина руда для одержання хрому. Група шпінелі.

## Історія назви
Хроміт вперше описаний у 1797 році Луї Вокленом, який назвав мінерал за основним його компонентом — хімічним елементом хромом.
У 1845 році австрійський геолог, мінералог і геофізик Вільгельм Гайдінгер дав мінералу назву "хроміт", яка діє й сьогодні.
Родовище Carrade de Cavalaire у французькому муніципалітеті Кавалер-сюр-Мер (Прованс-Альпи-Лазурний берег) вважається типовим місцем розташування (першим місцем розташування).

## Загальний опис
Мінерал класу оксидів і гідрооксидів координаційної будови, групи шпінелі.
- 1. За К. Фреєм — будь-який мінерал групи шпінелі із загальним складом: (Mg, Fe2+)(Cr, Al, Fe3+)2O4.
- 2. За Є. К. Лазаренком та «Fleischer's Glossary» (2022) — крайній член ряду хромітів — ферохроміт FeCr2O4.

Містить: FeO — 32,09 %; Cr2O3 — 67,91 %. Домішки: Mg, Mn, Zn, Al.
Сингонія кубічна. Гексоктаедричний вид. Форми виділення: як правило масивні тонкозернисті аґреґати, суцільні зернисті маси, ксеноморфні зерна, іноді октаедричні кристали. Спайність відсутня або недосконала. Густина 4,5-5,1. Твердість 5,5-7,5. Колір чорний. Блиск металічний. Риса коричнева. Злом нерівний. Крихкий. В тонких уламках напівпрозорий. Іноді слабкомагнітний. Ізотропний. Важливий мінерал хрому. Зустрічається як магматичний мінерал в основних та ультраосновних породах, у сланцях, доломітах. Відомий також у розсипах та метеоритах. Хромова руда. Супутні мінерали: олівін, бронзит, уваровіт, енстатит, плагіоклаз, серпентин, магнетит, ільменіт, піротин, пентландит, ульвошпінель.
Поліморфізм і ряди: утворює ряди з магнезіохромітом і герцинітом.

## Різновиди
Розрізняють:
- хроміт алюмініїстий (алюмохроміт, різновид хроміту, який містить алюміній, що заміщає хром);
- хроміт залізистий (магнезіохроміт);
- хроміт магніїстий (різновид хроміту, в якому залізо заміщується магнієм у відношенні 3:1),
- хроміт магніїсто-алюмініїстий (магнезіохроміт алюмініїстий);
- хроміт магніїсто-залізистий (різновид хроміту з Уралу, який містить магнію більше, ніж двовалентного заліза).

## Поширення
Зустрічається в ультраосновних частинах шаруватих мафічних вивержених порід; як акцесорний мінерал у перидотитах альпійського типу. Зустрічається у всіх метеоритах, крім вуглистих хондритів, і в місячних базальтах.

Основні запаси хроміту зосереджені в ПАР, Зімбабве. Інші знахідки: Штирія (Австрія), Грохова (Польща), Гебелер, Фетхіє, Гулеман (Туреччина), на острові Лусон (Філіппіни), Моа (Куба), Урал (РФ).  Монтана, США. Муніципалітет Гассен, департамент Вар, Франція.
В Україні зустрічається на Поділлі.